# Islam radical en Afrique noire
Au début du XXIe siècle, un certain nombre de groupes islamistes violents s'illustrent en Afrique. 

## L'introduction de l'islam sur le continent africain
Après son apparition en Arabie, l'islam s'est répandu tout d'abord en Afrique. Aujourd'hui, près d'un tiers de la population musulmane du monde réside sur le continent africain. 
La présence de l'islam en Afrique remonte au VIIe siècle, lorsque le prophète Mahomet conseille à certains de ses premiers disciples de trouver refuge en traversant la mer Rouge; ils étaient en effet persécutés par les habitants pré-islamiques de La Mecque. Ces premiers musulmans arrivent à Djibouti et en Érythrée, puis se réfugient dans l'actuelle Éthiopie. Dans la tradition musulmane, cet événement est connu comme le premier hijrah (migration). Ces migrants ont fourni à l’Islam son premier grand triomphe, et le littoral de l'Érythrée est devenu le premier lieu de pratique de l'islam hors de la péninsule arabique. Sept ans après la mort de Mahomet, un plus grand nombre d'Arabes migrent vers l'Afrique et deux générations de migration plus tard, l'Islam s'étend dans l'ensemble de la corne de l'Afrique puis vers le nord du continent. 
Dans les siècles suivants, le raffermissement des réseaux commerciaux des vendeurs musulmans atteint un pinacle en Afrique de l'Ouest, qui permet aux musulmans d'avoir encore plus d'influence et de se répandre vers cette partie du continent. Par ailleurs, au milieu du XIe siècle, le souverain régnant de l'Empire Bornou dans l’Afrique de l’Ouest se convertit à l'Islam. Désormais, c'est la religion prédominante dans tout le nord et le Sahel de l'Afrique, la Corne de l'Afrique, ainsi que dans l'Afrique de l'Ouest.
Bien qu'il existe peu de données spécifiques sur la population musulmane totale en Afrique, les experts estiment qu'il y a environ 300 millions de musulmans africains dans le monde. En dehors de la grande population musulmane et de la présence historique de l'Islam en Afrique, l'Islam africain est resté largement négligé dans l'étude de la politique musulmane. Cette négligence était dans une large mesure, le résultat d'une pensée académique fondée sur l'hypothèse que l'Afrique a été seulement superficiellement islamisée. Cela signifie que de nombreuses parties de l'Afrique ont été intégrées dans le monde de l'Islam depuis des siècles et qu'aujourd’hui, les musulmans africains ont adhéré aux principaux piliers de l'Islam, au fur et à mesure que cette pratique religieuse, après plus d'un millénaire, entrait dans les habitudes culturelles. 
Les musulmans d'Afrique appartiennent pour la plupart à la communauté sunnite. On note aussi une présence du soufisme, la dimension mystique de l'islam et du salafisme qui appelle à suivre l'exemple des trois premières générations salaf prédécesseur ou ancêtre dans l’Islam. La relation entre le salafisme et le soufisme, deux mouvements de l'Islam avec différentes interprétations, est historiquement diverse et reflète certains des conflits dans le monde musulman d'aujourd'hui. Le salafisme est caractérisé par des approches littéralistes, strictes et puritaines de l'Islam. Une minorité de salafistes épouse l’idée que les actes de violence contre les ennemis de l'Islam, sont  légitimes. Le soufisme est associé à l'utilisation de la prière, de la musique, de la danse et  suit les enseignements de maîtres soufis qui peuvent servir comme  intermédiaires entre Dieu et les hommes. Les soufis cherchent à atteindre Dieu par leur spiritualité.

## Les musulmans africains
Dans son article intitulé Moderate Revivalists: Islamic Inroads in Sub-Saharan Africa, le professeur Ousmane Kane de l'université d'Harvard affirme que les musulmans africains, comme d'autres musulmans en Asie, au Moyen-Orient et dans le reste du monde, semblent être enfermés dans une lutte intense en ce qui concerne l'orientation future de l'Islam. Le cœur du débat se concentre sur la façon dont les musulmans doivent pratiquer leur foi. Le chercheur affirme que la majorité semble préférer rester sur le cours modéré et tolérant que l'islam a toujours suivi. Cependant, des groupes relativement petits mais en nombre croissant souhaitent établir une forme stricte de la religion, qui régit et contrôle tous les aspects de la société. Ces groupes  utilisent leur interprétation de la loi islamique (la charia) pour justifier une interprétation limitée et souvent oppressive  de l’Islam. La charia influence largement le code légal dans la plupart des pays islamiques, mais l'ampleur de son impact varie largement en fonction de la rigueur ou tolérance des adeptes. 
En Afrique, la plupart des États limitent l'utilisation de la charia aux lois personnelles, celles concernant par exemple les questions telles que le mariage, le divorce, l'héritage et la garde des enfants. À l'exception du Nigeria et de la Somalie, la laïcité ne semble pas devoir faire face à une menace sérieuse en Afrique, même si la nouvelle renaissance islamiste commence à avoir un grand impact sur certains segments de populations musulmanes. La cohabitation ou la coexistence entre musulmans et non-musulmans reste, pour la plupart de l’Afrique, paisible et pacifique.

## Le radicalisme
Le radicalisme, ou extrémisme, peut prendre plusieurs formes. Dans le sens de la religion, les distinctions entre les extrémistes et les modérés musulmans sont généralement  minimes[évasif]. Mais dans la perception mondiale, les musulmans radicaux (islamistes) sont en contraste avec les musulmans modérés. Pareillement, cette observation est valable pour les chrétiens radicaux par rapport aux modérés. Bien que l'utilisation des termes radical et extrémiste puisse sembler péjorative, certains groupes et cellules islamistes dans le Moyen-Orient et en Afrique sont officiellement classifiés comme radicaux et extrémistes parce qu'ils le sont irréfutablement. De plus, les termes radical et extrémiste sont souvent utilisés de manière interchangeable quand on se réfère aux organisations terroristes islamistes. Dans la rhétorique politique d'aujourd'hui, les terroristes sont en fait des extrémistes. En tout cas, les deux termes sont acceptables quand il s'agit de cette idéologie islamiste-terroriste. Cependant, il faut aussi noter que les extrémistes radicaux existent également et les islamistes peuvent en effet être appelés soit, extrémistes, soit radicaux, ou les deux.
Le monde entier devient de plus en plus sensibilisé à un Islam radical qui menace ses opposants n'importe où ils se trouvent. L'Islam radical signifie une foi inébranlable en une divinité transcendante. L'islam radical est une idéologie militante et politique dont le but est de créer une communauté mondiale, un califat, qui signifie un État islamique pour les croyants musulmans. Les islamistes gouvernent leur communauté strictement sous la loi de la charia, et ils sont hostiles envers tous ceux qui ne suivent pas la charia comme ils l'interprètent. L’histoire du djihad (aussi écrit jihad) remonte aux paroles et actions de Mahomet et au textes du Coran. Ces passages ont encouragé l'utilisation du djihad contre les non-musulmans. Le Coran, cependant, n'a jamais utilisé le terme djihad pour inciter à la lutte et au combat au nom d'Allah. Djihad dans le Coran était initialement prévu pour les voisins proches des musulmans, mais avec la mondialisation, un plus grand nombre d’ennemis est apparu, et les déclarations coraniques du djihad ont été mises à jour pour les nouveaux adversaires. La volonté de faire le Djihad, de partir guerroyer en terre étrangère contre l’ennemi non-musulman, ou mauvais musulman, rend cette idéologie très dangereuse. Le djihad encourage à prendre les armes, à verser dans le terrorisme, et à tuer des innocents pour que la charia règne sur le monde. L’Islam radical est une idéologie oppressive, violente, et périlleuse pour de nombreuses raisons. Le djihad est souvent associé aux musulmans radicaux qui appartiennent à la dénomination de l’Islam salafi.
Psychiatre légiste et ancien agent du service extérieur américain, Marc Sageman a mené une étude intensive des données biographiques concernant 172 participants au djihad. Dans son étude, il a conclu que les réseaux sociaux, comme les relations proches de la famille et de l'amitié, inspire les jeunes musulmans à se radicaliser, à rejoindre le djihad et à tuer. Cette enquête contredit les précédentes pensées qui reliaient les troubles de comportement et les troubles émotifs tels que la pauvreté, les traumatismes, la folie, la dépression ou l'ignorance, comme causes et incitation à participer au djihad. Cette découverte prouve que ces cellules terroristes sont beaucoup plus stables et organisées que prévu. En outre, les militants utilisent le djihad comme guerre de représailles contre les acteurs qui ont prétendument nui aux musulmans ; ce qui leur permet de décider subjectivement qui, quand, et où ils vont attaquer. Cela les a amenés à développer une mentalité qui affirme que l'Islam est attaqué, et doit être défendu. C'est un argument puissant qu’ils utilisent pour tisser un ensemble de conflits dans le monde entier, et ensuite, attribuer au monde occidental des attaques sur l'Islam. En réponse, les musulmans radicaux ou extrémistes croient qu’ils peuvent justifier le recrutement de combattants radicaux et riposter avec leurs attaques frénétiques sur l'Occident. Les Islamistes radicaux terrorisent le monde à travers leurs divers bombardements, détournement d’avions (hijacking), kidnapping, exécutions et occupations de territoires souverains comme en Irak, en Syrie, au Pakistan, en Afghanistan, en Somalie, au Mali et au Nigeria.

## Facteurs ayant permis à l'Islam radical de se développer en Afrique
Pour comprendre l’origine de l’Islam radical en Afrique, il faut considérer les trois groupes les plus largement implantés et les plus radicaux sur le continent. Les groupes radicaux originaires d'Afrique sont : Boko Haram, al-Shabaab, et le MUJAO (Mouvement pour l'unicité et le djihad en Afrique de l'Ouest.) Ces organisations sont basées principalement et respectivement au Nigeria, en Somalie, et au Mali. Tous ces mouvements sont différents les uns des autres. 
Al-Shabaab est aujourd'hui un mouvement transnational bien qu'essentiellement formé à l'origine de combattants salafi. Au Nigeria, Boko Haram, est un mouvement qui s'inscrit dans la tradition millénariste locale, qui s'appuie sur une base sociale d'anciens esclaves, de populations très pauvres et à demi-lettrées. Le MUJAO a été investi par des chefs touaregs, aussi bien que par des citadins ou des paysans du nord du Mali et par des islamistes mauritaniens. Il semble que ces groupes islamistes radicaux en Afrique soient nouveaux. Les principales organisations islamistes extrémistes en Afrique sont toutes apparues après l'an 2000, plus tard que le resurgissement de groupes arabes. 
Alors que de nombreux musulmans se sont adaptés aux changements globaux résultant de la mondialisation, de l'industrialisation et de la modernisation occidentales, certains musulmans s'y sont opposés. Au lieu d'adapter et d'accepter l'évolution des temps, ils ont créé une idéologie rigide intégrée dans les valeurs et les lois du Coran fondamentaliste islamiste. L'islam radical et militant en général, est relativement nouveau à notre époque. Les débuts de l'utilisation du terrorisme pour faire avancer un agenda politique ou s'engager dans le djihad a ressurgi dans les années 1970-1980 sur la péninsule arabique et l'Iran. La première attaque djihadiste moderne sur l'échelle internationale fut la frappe de l'ambassade américaine à Beyrouth le 18 avril 1983 et six mois plus tard, le bombardement des casernes des Marines américains et des militaires français. Pendant les deux dernières décennies du XXe siècle, le terrorisme islamiste est devenu de plus en plus fréquent, avec des prises d’otages, des détournements d’avions et des attaques sur le sol occidental. Pour mieux comprendre l'état des islamistes radicaux en Afrique, il faut examiner les cas de Boko Haram et al-Shabaab, car ils sont les deux entités les plus importantes et les plus actives sur le continent.

### Boko Haram

#### Racines du mouvement
Fondé en 2002, Boko Haram est le plus grand et le plus ancien des groupes d’islamistes extrémistes d'Afrique. Comptant plus de 9 000 combattants, il est présent au Nigeria, au Cameroun, au Niger et au Tchad. Boko Haram signifie « l'éducation occidentale est interdite » mais leur nom officiel traduit du Haoussa est groupe sunnite pour la prédication et le djihad.[réf. nécessaire] Le Nigeria a une histoire de division très prégnante et une faible gouvernance au nord (le nord et le sud sont séparés idéologiquement par la culture et la religion). En outre, la guerre civile sanglante du Biafra et les injustices de la société qui l'ont suivie, ont amené les Nigérians à manifester et les ont poussés dans un  soulèvement religieux, radical et extrême ; fondamentalisme dont est né Boko Haram.

#### Histoire du mouvement
L’histoire de Boko Haram a des racines profondes dans le développement social du pays mais a officiellement commencé en 2002 à Maiduguri, capitale de l’État de Borno au Nord-Est du pays, où le fondateur, Mohamed Yusuf et un groupe de clercs islamiques, ont créé un complexe religieux qui a attiré des familles musulmanes pauvres venant du Nigeria et des pays voisins. Ce centre avait l'objectif politique de créer un État islamique en imposant la charia dans tout le pays, y compris au Sud chrétien. En dénonçant la police et la corruption de l’État, Boko Haram a attiré de nombreux adeptes et Maiduguri est devenu un terrain de recrutement pour les djihadistes. Boko Haram est une force croissante au Nigeria depuis plus d'une décennie. 
Le fait que le Nigeria soit divisé entre chrétiens et musulmans, en correspondance étroite avec les divisions ethniques et linguistiques du pays, a été responsable de l'agitation politique passée. Au cours des cinq dernières années, douze des États du Nord ont saisi cette occasion pour imposer la charia sur leur territoire. Le soutien croissant à la charia et l'abandon des objectifs laïques a transformé le nord du Nigéria. Dans ses débuts, Boko Haram s'est montré radical, mais pas encore violent. Au début de l'année 2009, il est devenu très militant, utilisant des tactiques terroristes pour faire avancer son agenda radical. Au cours des deux dernières années, Boko Haram a reçu une formation d'agents d'Al-Qaïda sur la façon d'utiliser des explosifs et d'exécuter des attaques de masse.

#### L'action du Nigeria
Il devient de plus en plus clair que le Nigeria ne peut pas contrôler l'insurrection de Boko Haram notamment parce que l'assise de ce groupe s'est considérablement élargie, y compris dans sa composition. La gamme des opérations et l'étendue du territoire contrôlé par  Boko Haram sont hors d'atteinte du gouvernement. Ceci en dépit du fait que le Nigeria est aujourd'hui la plus importante économie de l'Afrique (un des plus grands producteurs de pétrole de l'OPEP) et qu'il possède une élite politique très capable. Actuellement l'armée se bat contre les insurgés pour le contrôle de la ville de Chibok où Boko Haram a kidnappé plus de 200 jeunes filles en 2014. 
Les motivations de Boko Haram se trouvent dans le fanatisme religieux, mais également aussi dans la protestation contre la négligence du gouvernement. Alors que fabuleusement riche, le gouvernement et les élites partagent très peu avec les masses du Nigeria, en particulier celles du nord-est. C'est traditionnellement la partie la plus pauvre et la moins influente du pays; les niveaux de développement au nord-est du Nigeria sont parmi les plus bas dans le monde. Le gouvernement du Nigeria a également négligé de verser de l'argent à ses forces armées, à la fois par cupidité et par peur, et principalement parce que les coups d’état militaires étaient très communs dans l’histoire du pays.
Actuellement[Quand ?], des dirigeants mal vus se battent contre une insurrection, sans disposer de forces de sécurité capables, ce qui enflamme souvent la situation, par exemple lorsque les soldats sous-payés et mal formés violent et pillent comme Boko Haram. Au Nigeria, la solution passe par la bonne gouvernance : construction des institutions, établissement d'une force de police impartiale, généralisation d'un système de soins de santé efficace. Le gouvernement peut alors construire une armée correcte et rassembler suffisamment de ressources pour les pauvres du nord-est. C’est la seule façon d'espérer vaincre les mouvements terroristes. Toute défaite de Boko Haram renforcerait la démocratie au Nigeria.

### Al-Shabaab
Al-Shabaab, ou La jeunesse, est un groupe militant lié à al-Qaïda. Ce groupe lutte pour la création d'un État islamique fondamentaliste en Somalie. Le groupe et ses affiliés islamistes ont régné sur Mogadiscio et sur des portions importantes du terrain somalien. Mais grâce à une campagne militaire soutenue de l'Union africaine au cours des dernières années, le groupe a été considérablement affaibli. Pourtant, les analystes de sécurité avertissent qu'il reste la principale menace dans un état déchiré par la guerre et politiquement instable. Les activités terroristes d'al-Shabaab sont principalement portées sur des cibles somaliennes, mais Al-Shabaab a également prouvé sa capacité à mener des actions meurtrières partout dans la région, comme l'attentat en 2010 à Nairobi au Kenya. 
La Somalie, l'un des pays les plus pauvres du monde, a vu se former un certain nombre de groupes islamistes radicaux dans la tourmente politique des dernières décennies. Le précurseur d'al-Shabaab et aussi le groupe précédent pour plusieurs de ses dirigeants, était al-Ittihad al-Islami (L’unité de l'Islam). Cette organisation était un groupe militant salafiste extrémiste qui a culminé dans les années 1990 après la chute du régime militaire de Siad Barre (1969-1991) et le déclenchement de la guerre civile. Al-Ittihad al-Islami était né d'une bande d'extrémistes somaliens formés au Moyen-Orient et partiellement financés et armés par le chef d'al-Qaïda Oussama ben Laden. En 2003, un fossé s’est développé entre la vieille al-Ittihad al-Islami, qui avait décidé de créer un nouveau front politique, avec les membres de la jeunesse qui ont demandé l'établissement d'une « Grande Somalie » sous la domination islamiste fondamentaliste. Ils ont finalement uni leurs forces avec une alliance des tribunaux de la charia, connus sous le nom d' Union des tribunaux islamiques, et ont servi comme milice de la jeunesse dans la bataille pour conquérir les chefs de guerre de Mogadiscio rivales. Al-Shabaab a gagné le contrôle de la capitale en juin 2006, une victoire qui a alimenté les craintes de contagion djihadiste en Éthiopie, un pays à majorité chrétienne voisine.
Al-Shabaab est devenu vraiment violent après l’invasion de l’Éthiopie en 2006 qui a vu l’éviction de l' Union des tribunaux islamiques. L'intervention, à la demande du gouvernement de transition de la Somalie, a eu un effet de radicalisation sur al-Shabaab. Après que la majorité de l' Union des Tribunaux islamiques ont fui vers les pays voisins, les membres d'al-Shabaab sont restés en Somalie et se sont retirés dans le sud, d'où ils ont commencé à organiser des assauts, attentats et assassinats, sur les troupes éthiopiennes. Certains experts[Lesquels ?] affirment que c’est durant ces années que le groupe s’est transformé en un mouvement de guérilla et a pris le contrôle de gros morceaux de territoire en Somalie centrale et au sud. L'occupation éthiopienne eut pour conséquence de « transformer le sous-groupe relativement peu important d'un mouvement islamique plus modéré, à la faction armée la plus puissante et radicale dans le pays », écrit Rob Wise, un expert de la lutte contre le terrorisme de la Center for Strategic and International Studies aux États-Unis. 
Les zones contrôlées par al-Shabaab, sont menacées par l’application stricte de la charia, imposée par les extrémistes. Al-Shabaab interdit différents types de divertissement, tels que les films et la musique, la vente de khat (une plante narcotique mâché), le tabagisme, le rasage de la barbe, et beaucoup d'autres activités considérées comme « non islamiques ». Les lapidations et les amputations sont infligées comme sanction aux personnes adultères et aux voleurs. Selon des groupes de défense des droits internationaux, al-Shabab enlève souvent de jeunes garçons de l'école pour les obliger à se battre et à mourir au combat.

## Le radicalisme en Afrique aujourd'hui
Les régions touchées par l’islam radical en Afrique attirent des combattants djihadiste pour plusieurs raisons et facteurs. Les situations politiques, sociales, et économiques dans les pays causent ou encouragent la présence de groupes radicaux en Afrique. L'Islamisme apporte une réponse aux problèmes sociaux, ce qui tend à radicaliser les opinions. C'est le cas au Nigeria où les problèmes internes découlent de la séparation du nord d'avec le reste du pays. En Somalie, le manque de présence d’une gouvernance forte et centrale crée une situation où des chefs guerriers sont en lutte constante dans le pays pour contrôler leurs zones d’activité. Au Mali le nord du pays est une zone économique faible, avec des insécurités alimentaires. De plus, après l’intervention française au Mali, les djihadistes ont changé leur organisation et ont recommencé leurs attaques. 
L'impasse politique dans les négociations entre le gouvernement de Bamako et les mouvements dans le nord du Mali est un enjeu important car elle facilite le retour des djihadistes. Alors que les États africains ont franchi des étapes souhaitables au cours des dernières années pour améliorer leurs situations économique et politique, ce n’est pas assez pour écarter les grandes populations musulmanes de l'attrait islamiste. Plusieurs gouvernements africains sont toujours corrompus avec des économies encore sous-développées. Sans aucun doute, la pauvreté, la privation des droits et le désordre général de la société jouent un rôle dans la radicalisation musulmane pour les Africains sensibles aux influences islamistes.
L’extrémisme en Afrique ne suit pas l'explication traditionnelle du processus de radicalisation. La situation des militants extrémistes en Afrique soulève toute une gamme de questions interdépendantes de l'histoire, la politique, la religion et l'économie. Pour comprendre l'instabilité politique, il faut reconnaître la diversité, la pauvreté, les influences extérieures, le militantisme, et l’éducation de la jeunesse. Ces enjeux expliquent les raisons pour lesquelles certains pays de l’Afrique sont perturbés par les activités de l'Islam radical et d'autres ne le sont pas. La présence des Islamistes militants n’a jamais une cause unique ; le terrorisme radical résulte d'un faisceau de raisons. La présence de nombreux problèmes au sein de certains pays africains a renforcé le désir de nombreux musulmans à s'identifier avec l'idée d’un califat mondial.
Les Islamistes en Afrique sont considérablement dangereux, ils sont bien armés, et capables de lancer des attaques très sanglantes. Toute intervention militaire étrangère est provisoire : les gouvernements africains régionaux doivent coopérer pour résoudre le problème. Afin d'éradiquer la présence islamiste militante, les pays africains doivent surmonter les obstacles structurels et sociaux au sein de leurs pays. Les formations radicales se développent sur des problèmes, d'abord domestiques, qui nourrissent leur idéologie.